# Colymbetes striatus
Colymbetes striatus är en skalbaggsart som först beskrevs av Carl von Linné 1758.  Colymbetes striatus ingår i släktet Colymbetes och familjen dykare. Arten är reproducerande i Sverige. Inga underarter finns listade i Catalogue of Life.

## Bildgalleri

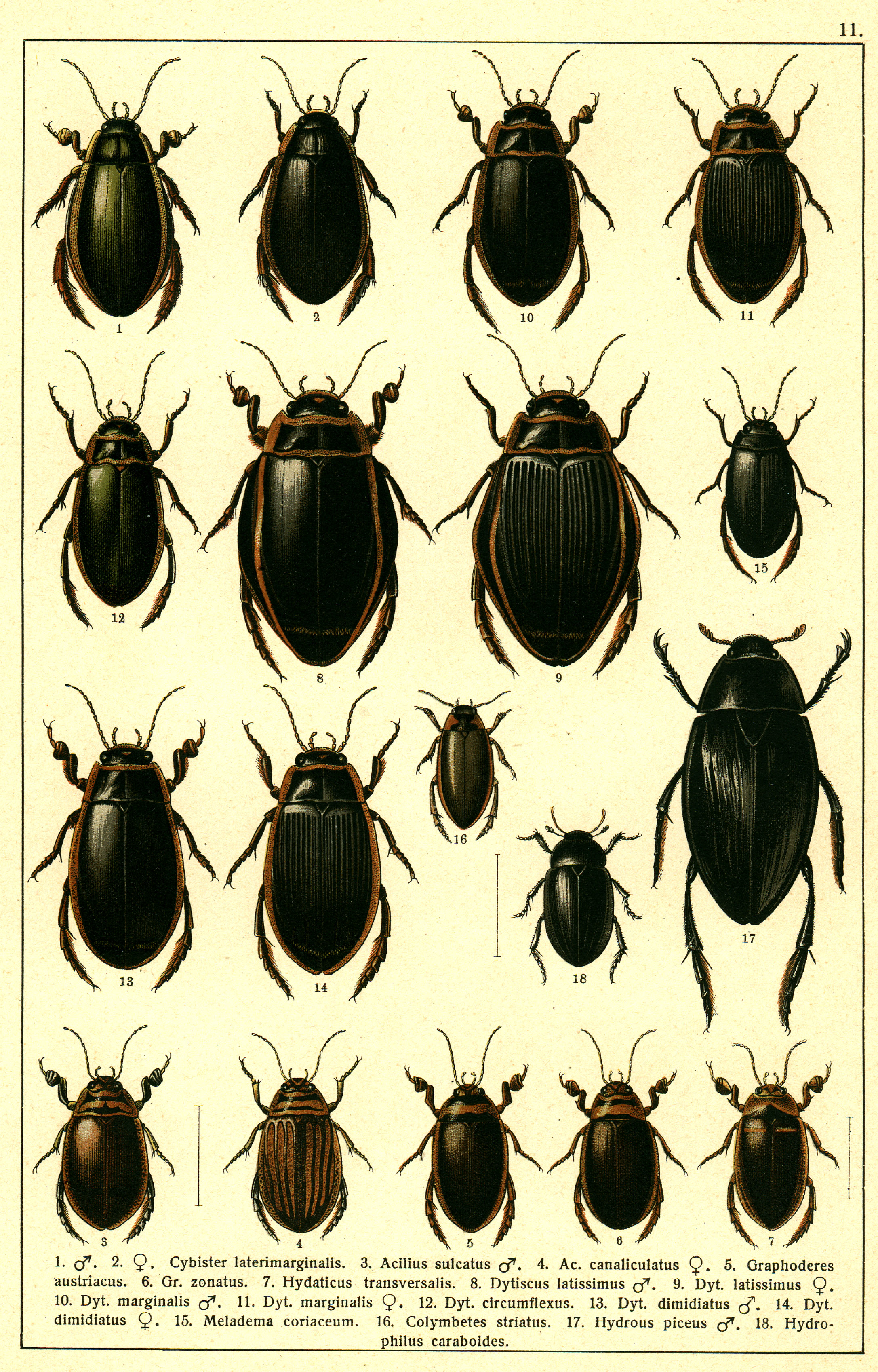